# Cosroe IV
Cosroe IV (fl. VII secolo) è stato un nobile persiano e pretendente al trono dell'impero sasanide che esercitò territorialmente il potere a Susa e i suoi dintorni dal 630 al 636 circa.
Sono ben poche le informazioni conosciute relative alla sua persona e al suo mandato, ma è verosimile che riuscì a imporsi come autorità locale perché favorito dal periodo particolarmente turbolento che stava vivendo l'impero sasanide, il quale fu travagliato dal 628 al 632 da una guerra civile. Questo conflitto fece sì che numerosi sovrani si alternarono nella capitale Ctesifonte nel giro di pochi anni o mesi, mentre in altre aree emersero delle figure, inclusa quella di Cosroe IV, che furono in grado di imporsi per diverso tempo.